# Kristoffer Olsson
Pour les articles homonymes, voir Olsson.
Mats Kristoffer Olsson, né le 30 juin 1995 à Norrköping en Suède est un footballeur international suédois qui évolue actuellement comme milieu de terrain au FC Midtjylland.

## Biographie

### Carrière en club

#### Arsenal FC
Né à Norrköping en Suède, Kristoffer Olsson est formé à l'IK Sleipner. Il signé à Arsenal en 2011 pour 200 000 £. Olsson débute en équipe première en septembre 2013. 

#### FC Midtjylland
En septembre 2014, Arsenal annonce son prêt au FC Midtjylland au Danemark. Il joue son premier match sous ses nouvelles couleurs le 12 septembre 2014, lors d'une rencontre de championnat face à l'Odense Boldklub. Il entre en jeu à la place de Pione Sisto lors de cette rencontre remportée par son équipe sur le score de trois buts à deux . Olsson est transféré définitivement au mois de décembre 2014. Il y remporte notamment le championnat danois à l'issue de la saison 2014-2015. Il s'agit du premier titre de champion de l'histoire du club.

#### AIK Solna

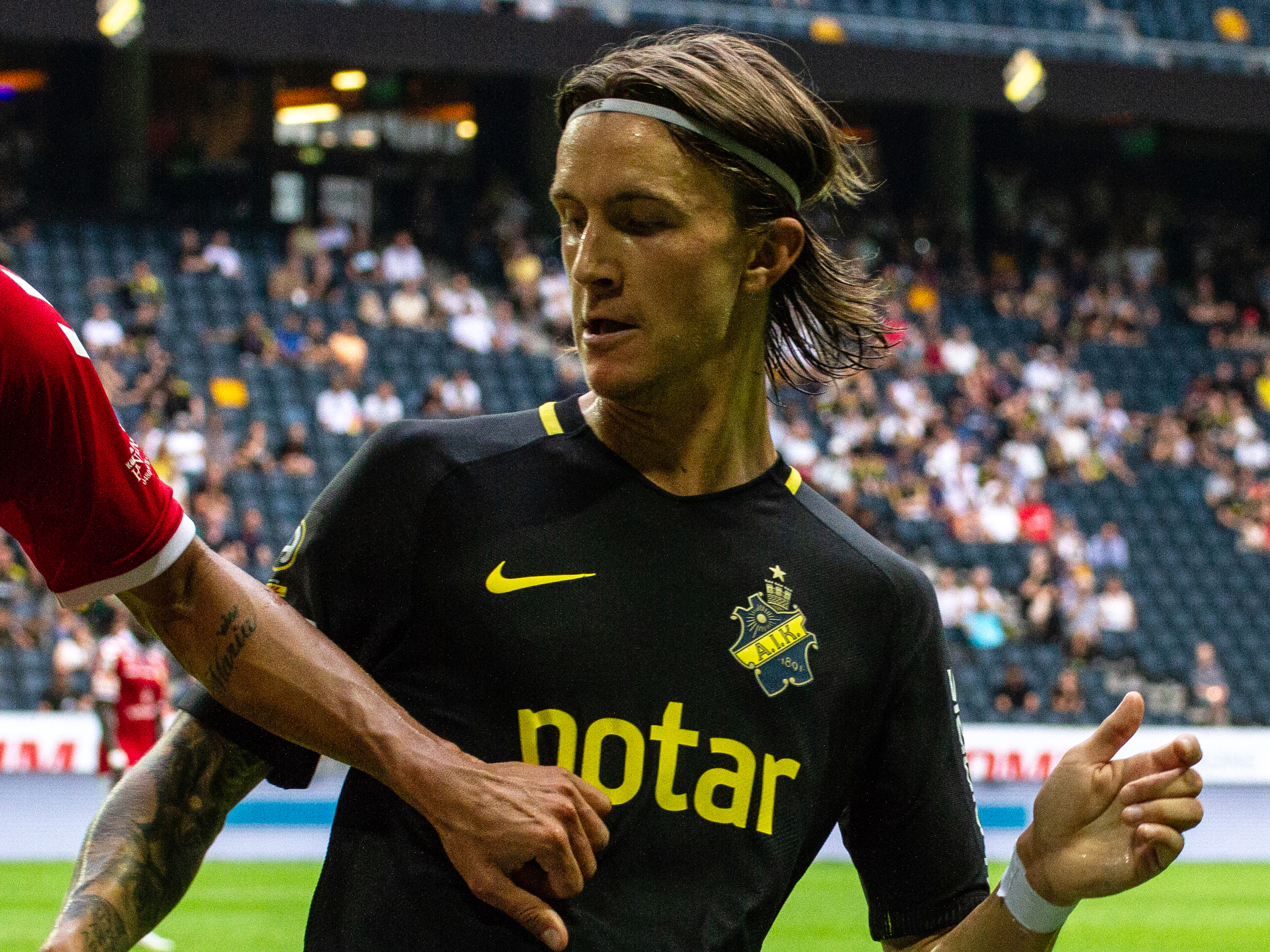
Olsson en 2018 sous les couleurs de l'AIK Solna.

Kristoffer Olsson retourne en Suède en janvier 2017 en signant à l'AIK Solna. Il joue son premier match pour l'AIK le 19 février 2017, lors d'une rencontre de coupe de Suède face au GAIS. Il entre en jeu à la place d'Amin Affane et son équipe s'impose par un but à zéro.
Il se fait remarquer le 6 juillet 2017, lors d'une rencontre qualificative pour la Ligue Europa 2017-2018 face au KÍ Klaksvík en inscrivant un but. Il participe ainsi à la large victoire de son équipe, qui s'impose par cinq buts à zéro.
Il remporte le championnat suédois lors de la saison 2018.

#### FK Krasnodar
Il rejoint le club russe du FK Krasnodar en janvier 2019. Il joue son premier match sous ses nouvelles couleurs le 3 mars 2019, lors d'une rencontre de championnat face au FK Spartak Moscou (1-1).

### RSC Anderlecht
Le 21 juillet 2021, Kristoffer Olsson rejoint le RSC Anderlecht pour un contrat de quatre ans. Il est recruté pour compenser le départ d'Albert Sambi Lokonga à l'Arsenal FC.

### Retour au FC Midtjylland
Le 31 août 2022, Kristoffer Olsson fait son retour au FC Midtjylland. Il signe un contrat courant jusqu'en juin 2025.

### Carrière internationale
Il est appelé dans les équipes de Suède de jeunes, où son style de jeu est comparé à des joueurs comme Freddie Ljungberg et Sebastian Larsson.
En janvier 2015 Olsson est convoqué en équipe de Suède contre la Côte d'Ivoire puis la Finlande, mais il se fracture la jambe lors de la première séance d'entraînement. À 19 ans, il remporte le championnat d'Europe espoirs 2015, sans cependant jouer la finale.
Kristoffer Olsson honore sa première sélection avec l'équipe nationale de Suède lors d'un match amical face à la Côte d'Ivoire le 8 janvier 2017. Il est titularisé et son équipe s'incline par deux buts à un.
Le 19 mai 2021, il est convoqué par Janne Andersson, le sélectionneur de l'équipe nationale de Suède dans la liste des 26 joueurs suédois retenus participer à l'Euro 2020,.

## Vie privée
En février 2024, Olsson s'est effondré chez lui et a été transporté d'urgence à l'hôpital universitaire d'Aarhus et mis sous respirateur. Son club, le FC Midtjylland, a publié un communiqué dans lequel il affirme que la maladie est liée au cerveau. Ils ont également ajouté que cette maladie n'est pas liée à l'automutilation ou à des facteurs externes. Le 7 mars, le FC Midtjylland a publié un communiqué affirmant qu'après de nombreux scanners et examens, les médecins avaient diagnostiqué que l'effondrement était dû à plusieurs petits caillots sanguins des deux côtés du cerveau provoqués par une maladie inflammatoire extrêmement rare des artères cérébrales.

## Statistiques
| Saison                | Club                  | Championnat           | Championnat | Championnat | Coupe nationale | Coupe nationale | Coupe de la Ligue | Coupe de la Ligue | Compétition(s) continentale(s) | Compétition(s) continentale(s) | Compétition(s) continentale(s) | Play-offs | Play-offs | Total | Total |
| Saison                | Club                  | Division              | M.          | B.          | M.              | B.              | M.                | B.                | Comp.                          | M.                             | B.                             | M.        | B.        | M.    | B.    |
| 2013-2014             | Arsenal FC            | Premier League        | -           | -           | -               | -               | 1                 | 0                 | -                              | -                              | -                              | -         | -         | 1     | 0     |
| Sous-total            | Sous-total            | Sous-total            | -           | -           | -               | -               | 1                 | 0                 | -                              | -                              | -                              | -         | -         | 1     | 0     |
| 2014-2015             | FC Midtjylland        | Superliga             | 10          | 0           | 2               | 0               | -                 | -                 | -                              | -                              | -                              | -         | -         | 12    | 0     |
| 2015-2016             | FC Midtjylland        | Superliga             | 27          | 1           | 1               | 0               | -                 | -                 | C1+C3                          | 2+8                            | 0+0                            | -         | -         | 38    | 1     |
| 2016-2017             | FC Midtjylland        | Superliga             | 13          | 1           | 1               | 1               | -                 | -                 | C3                             | 8                              | 0                              | -         | -         | 22    | 2     |
| Sous-total            | Sous-total            | Sous-total            | 50          | 2           | 4               | 1               | -                 | -                 | -                              | 18                             | 0                              | -         | -         | 72    | 3     |
| 2017                  | AIK Solna             | Allsvenskan           | 29          | 2           | 4               | 0               | -                 | -                 | C3                             | 6                              | 1                              | -         | -         | 39    | 3     |
| 2018                  | AIK Solna             | Allsvenskan           | 29          | 5           | 4               | 1               | -                 | -                 | C3                             | 4                              | 0                              | -         | -         | 37    | 6     |
| Sous-total            | Sous-total            | Sous-total            | 58          | 7           | 8               | 1               | -                 | -                 | -                              | 10                             | 1                              | -         | -         | 76    | 9     |
| 2018-2019             | FK Krasnodar          | Premier-Liga          | 6           | 0           | 1               | 0               | -                 | -                 | C3                             | 4                              | 0                              | -         | -         | 11    | 0     |
| 2019-2020             | FK Krasnodar          | Premier-Liga          | 27          | 1           | -               | -               | -                 | -                 | C1+C3                          | 2+5                            | 0+0                            | -         | -         | 34    | 1     |
| 2020-2021             | FK Krasnodar          | Premier-Liga          | 26          | 3           | 1               | 0               | -                 | -                 | C1+C3                          | 6+2                            | 0+0                            | -         | -         | 35    | 3     |
| Sous-total            | Sous-total            | Sous-total            | 59          | 4           | 2               | 0               | -                 | -                 | -                              | 19                             | 0                              | -         | -         | 80    | 4     |
| 2021-2022             | RSC Anderlecht        | Division 1A           | 33          | 0           | 5               | 0               | -                 | -                 | C4                             | 4                              | 0                              | -         | -         | 42    | 0     |
| 2022-2023             | RSC Anderlecht        | Division 1A           | 3           | 0           | -               | -               | -                 | -                 | C4                             | 3                              | 0                              | -         | -         | 6     | 0     |
| Sous-total            | Sous-total            | Sous-total            | 36          | 0           | 5               | 0               | -                 | -                 | -                              | 7                              | 0                              | -         | -         | 48    | 0     |
| 2022-2023             | FC Midtjylland        | Superliga             | 23          | 5           | 1               | 0               | -                 | -                 | C3                             | 7                              | 0                              | 1         | 0         | 32    | 5     |
| 2023-2024             | FC Midtjylland        | Superliga             | 13          | 0           | 1               | 0               | -                 | -                 | C4                             | 6                              | 0                              | -         | -         | 20    | 0     |
| Sous-total            | Sous-total            | Sous-total            | 36          | 5           | 2               | 0               | 0                 | 0                 | -                              | 13                             | 0                              | 1         | 0         | 52    | 5     |
| Total sur la carrière | Total sur la carrière | Total sur la carrière | 239         | 18          | 17              | 0               | 1                 | 0                 | -                              | 67                             | 1                              | 1         | 0         | 325   | 19    |

### Buts
Détail de ses buts.
| Buts de Kristoffer Olson. | Buts de Kristoffer Olson. | Buts de Kristoffer Olson. | Buts de Kristoffer Olson. | Buts de Kristoffer Olson. | Buts de Kristoffer Olson. | Buts de Kristoffer Olson. |
| #                         | Date                      | Adversaire                | Résultat                  | Compétition               | Club                      | Details                   |
| ------------------------- | ------------------------- | ------------------------- | ------------------------- | ------------------------- | ------------------------- | ------------------------- |
| 1                         | 29 mai 2014               | Rép. tchèques U19         | V 3-0                     | Euro U 19 Qualif.         | Suède U 19                | 14e                       |
| 2                         | 09 septembre 2014         | Turquie U 21              | V 4-3                     | Euro U 21 Qualif.         | Suède U 21                | 34e - 58e - 71e           |
| 3                         | 03 septembre 2015         | St. Marin U 21            | V 3-0                     | Euro U 21 Qualif.         | Suède U 21                | 22e                       |
| 4                         | 08 novembre 2015          | Esberg                    | V 5-1                     | Super Liga                | Midtjylland               | 81e                       |
| 5                         | 03 juin 2016              | Géorgie U 21              | V 3-2                     | Euro U 21 Qualif.         | Suède U 21                | 27e                       |
| 6                         | 18 septembre 2016         | Odense                    | V 0-1                     | Super Liga                | Midtjylland               | 75e                       |
| 7                         | 10 octobre 2016           | Croatie U 21              | V 4-2                     | Euro U 21 Qualif.         | Suède U 21                | 53e                       |
| 8                         | 06 juillet 2017           | Klalsvik                  | V 5-0                     | Europa Lige               | AIK Stockholm             | 24e                       |
| 9                         | 13 août 2017              | AFC Eskilstuna            | N 1-1                     | Allsvenskan               | AIK Stockholm             | 54e                       |
| 10                        | 10 septembre 2017         | Hammarby                  | N 1-1                     | Allsvenskan               | AIK Stockholm             | 45+3e                     |
| 11                        | 04 mars 2018              | Halmstad                  | V 3-1                     | Coupe de suède            | AIK Stockholm             | 68e                       |
| 12                        | 22 avril 2018             | Göteborg                  | V 2-0                     | Allsvenskan               | AIK Stockholm             | 50e                       |
| 13                        | 26 mai 2018               | Noorkoping                | N 3-3                     | Allsvenskan               | AIK Stockholm             | 28e                       |
| 14                        | 07 juillet 2018           | Trellenborg               | V 1-4                     | Allsvenskan               | AIK Stockholm             | 63e                       |
| 15                        | 30 septembre 2018         | Dalkurd                   | V 0-4                     | Allsvenskan               | AIK Stockholm             | 33e                       |
| 16                        | 07 octobre 2018           | Örebro                    | N 1-1                     | Allsvenskan               | AIK Stockholm             | 31e                       |
| 17                        | 15 septembre 2019         | Samara                    | V 4-2                     | Premier League            | Krasnodar                 | 48e                       |
| 18                        | 17 Octobre 2020           | Kazan                     | V 3-1                     | Premier League            | Krasnodar                 | 52e                       |
| 19                        | 14 mars 2021              | Tambov                    | V 0-4                     | Premier League            | Krasnodar                 | 75e                       |
| 20                        | 16 mai 2021               | FK Rostov                 | V 1-3                     | Premier League            | Krasnodar                 | 45+5e                     |

## Palmarès
Suède espoirs
- Champion d'Europe espoirs en 2015.

 FC Midtjylland
- Champion du Danemark en 2015.

 AIK Solna
- Champion de Suède en 2018.